# 차재정
차재정(車載貞, 1902년 12월 29일 ~ 1963년 1월 31일)은 일제강점기의 친일 공산주의 계파 사회운동가로, 충청남도 논산군 출신이다. 원래는 사회주의자였지만 옥중에서 사상 전향을 한 뒤부터 친일파로 변절했으며 가명으로 차창수(車昌壽), 차륜(車輪)을 사용했다.

## 생애
1916년 충청남도 논산군 강경보통학교를 졸업했고 1917년 3월 인천상업학교를 졸업했다. 1918년 3월부터 1922년까지 농공은행(農工銀行)에서 근무했으며 1922년부터 1923년까지 일본 도쿄 세이소쿠 영어학교에 재학했다. 1923년 7월 조선으로 귀국한 뒤 한동안 사립학교 교원으로 재직했다.
1925년 사회주의 청년 단체인 서울청년회에 가입한 뒤부터 사회주의 운동을 전개했다. 1925년 10월 전진회(前進會) 집행위원으로 선임되었고 1926년 4월 조선사회단체중앙협의회 창립준비위원으로 선임되었다. 1927년 조선청년총동맹 중앙집행위원 겸 상무위원을 역임했으며 1929년 4월 조선학생전위동맹 책임비서관으로 선임되었다.
1929년 12월 경성부에 있던 학생들을 상대로 광주 학생 항일 운동을 선전하고 시위에 동참할 것을 호소하는 격문을 제작·배포한 혐의로 체포되었으며 1931년 4월 9일 경성지방법원으로부터 징역 2년형을 선고받았다. 1935년 8월 비밀 결사 조직 혐의로 다시 체포되었다가 석방되었고 옥중에서 사상 전향을 한 뒤부터 친일파로 변절하게 된다.
1936년 친일 단체인 대동민우회 창립위원(1936년 8월 선임)과 이사(1936년 9월 20일 선임)를 역임했으며 1938년 대동민우회 간부들과 함께 미나미 지로 조선 총독을 예방했다. 1939년 7월 12일 배영동지회 평의원으로 선임되었고 1941년 10월 조선임전보국단 발기인 겸 상무위원장, 1945년 6월 조선언론보국회 평의원으로 각각 선임되었으며 대화숙에 간접 동참하였다. 대동민우회와 조선총독부 학무국, 국민정신총동원조선연맹 등이 주최한 각종 강연회와 좌담회에서 내선일체와 황국신민화를 주장하는 한편 잡지 《삼천리》에 기고한 글을 통해 내선일체 실현과 일본을 중심으로 한 이른바 동아 신질서 건설을 주장했다. 1945년 7월 20일 조선언론보국회 주최로 열린 《본토결전과 국민의용대 강연회》에서 함경북도 지역 연사로 활동했다.
1949년 반민족행위특별조사위원회가 발표한 미체포자 명단에 포함되었다는 기록만 있을 뿐 광복 이후의 행적에 대해서는 거의 알려져 있지 않다. 친일파 708인 명단의 기타 부문, 민족문제연구소의 친일인명사전 수록자 명단의 친일단체 부문, 친일반민족행위진상규명위원회가 발표한 친일반민족행위 705인 명단에 포함되었다.

## 참고자료
- 친일반민족행위진상규명위원회 (2009). 〈차재정〉. 《친일반민족행위진상규명 보고서 Ⅳ-17》. 서울. 542~575쪽.